# Paramapania radians
Paramapania radians là loài thực vật có hoa trong họ Cói. Loài này được (C.B.Clarke) Uittien mô tả khoa học đầu tiên năm 1935.